# Delta (Alabama)
Delta es un lugar designado por el censo ubicado en el condado de Clay en el estado estadounidense de Alabama. En el año 2010 tenía una población de 197 habitantes.

## Geografía
Delta se encuentra ubicado en las coordenadas 33°26′12″N 85°41′20″O / 33.43667, -85.68889.